# Saltillo (1932)
El Saltillo, que recibió inicialmente el nombre de Leander, es un queche (embarcación de vela) diseñado por el arquitecto naval E.P. Hart y construido en los astilleros G. De Vries Lentsch en 1932. Actualmente es propiedad de la Escuela de Náutica de la Universidad del País Vasco, que lo utiliza como buque escuela.

## Historial
Fue comprado en 1934 por Pedro de Galíndez a su primer propietario, el ciudadano inglés D. Lawrie que vivía en el barco incompleto varado en una campa junto a unos astilleros ingleses, tras lo cual lo envió a los astilleros Campers & Nicholson para que terminaran sus interiores y lo rebautizó como Saltillo.
Durante la Segunda República Española, el barco obtuvo la patente que le permitía navegar, pero no salió a la mar hasta después de la Guerra Civil Española, durante la cual fue alcanzado por una bomba al principio de la guerra, y no se reparó hasta el final de la misma.
Entre el 29 de julio y el 14 de agosto de 1948, el Saltillo viajó a Londres capitaneado por Pedro Galíndez y con Juan de Borbón a bordo para ver las pruebas de vela de los Juegos Olímpicos. Ese mismo año, fue utilizado por el Conde de Barcelona para dirigirse a cinco millas al norte de San Sebastián a una entrevista con Francisco Franco a bordo del Azor. Poco después, el barco fue cedido durante los veranos al conde de Barcelona, con una tripulación formada por un capitán y cuatro marineros y con todos los gastos cubiertos para que él y su familia pudieran disfrutar de la navegación.
En el año 1953 navegó hasta Inglaterra para que el Conde de Barcelona asistiese a la coronación de la reina Isabel II. A bordo del Saltillo, Juan Carlos de Borbón conoció por primera vez a la entonces princesa Sofía de Grecia durante un crucero que ambas familias reales realizaron por las Islas Griegas en el verano de 1954.
En 1958 el Conde de Barcelona y una tripulación compuesta por el duque de Arión, el Almirante británico lord Ratsey, el duque de Alburquerque, José María Burgoa, Eduardo Caro Aznar, Manuel Pinheiro, Pedro Uriarte, Evaristo Núñez, Dionisio Ortega y Jorge Arnoso emprendieron, a bordo del Saltillo el cruce del Atlántico a vela con inicio en Lisboa, y con escalas en Funchal (Madeira), Antigua, San Juan de Puerto Rico donde el conde de Barcelona aprovechó para entrevistarse con Juan Ramón Jiménez que había sido galardonado dos años antes con el Nobel de literatura, y con destino final de la travesía en Nueva York, donde coincidió con la estancia del Juan Sebastián Elcano, a bordo del que iba el entonces príncipe Juan Carlos de Borbón en su crucero de instrucción. Poco después, inició el viaje de retorno, cruzando de este modo el Atlántico, con partida y final de las travesías en Lisboa. En el transcurso de esta travesía, se vieron afectados por un huracán, y pudieron observar la caída de uno de los primeros satélites Sputnik.
En la primavera de 1962 volvió a navegar hasta Grecia para que Juan de Borbón asistiese al enlace matrimonial de su hijo Juan Carlos de Borbón. En la cámara principal del buque se conserva una metopa conmemorativa del enlace.
Cuando Juan de Borbón adquirió el Giralda, el Saltillo volvió a Bilbao, tras lo cual, su propietario lo cedió a la Escuela Oficial de Náutica en 1968, donde se utilizó durante 18 cursos hasta que en una revisión en 1987 se observó que sufría un grave deterioro. Para salvarlo, se creó el 19 de noviembre de 1987 la Asociación de Amigos del Saltillo. Su restauración culminó el 22 de julio de 1988, tras lo cual fue trasladado al puerto de Guecho.
Ha participado en la regata Cutty Sark y es habitual verlo en distintos actos a lo largo de la costa Cantábrica, donde sigue navegando como buque escuela de la Universidad del País Vasco.

## Filatelia
Esta embarcación apareció en un sello dedicado a los barcos de época españoles. Se emitió el 15 de julio de 1994. Fue pareja del Giralda, otro velero que fue utilizado por el conde de Barcelona.